# Ivan Vikoulovitch Morozov
Ivan Vikoulovitch Morozov (Иван Викулович Морозов), né le 28 août 1865 à Moscou et mort le 2 novembre 1933 à Moscou, est un industriel et bienfaiteur russe, bourgeois d'honneur héréditaire et chef de la Douma municipale de Moscou (1897-1900). Il était copropriétaire et président du directoire de la Compagnie de la manufacture « Vikoula Morozov Fils et Cie » et le frère du collectionneur Alexeï Morozov.

## Biographie
Ivan Morozov est issu de la branche la plus rigoriste des vieux-croyants n'ordonnant pas de prêtres (les bezpopovtsy); il n'était pas bienvenu chez eux d'être en lien avec des membres d'autres communautés que les vieux-croyants, les jeûnes étaient observés très sévèrement et la nourriture provenait alors des monastères de leur branche. Lorsqu'il fallait accepter très rarement à table des invités non vieux-croyants, ils étaient servis avec des plats spéciaux marqués au fond avec de la cire à cacheter rouge, afin de ne pas les mélanger avec les leur. Son père ajouta une usine à papier en plus des autres usines textiles, dans le patrimoine familial. La famille demeurait dans une rue parallèle à l'actuelle gare de Koursk. À l'adolescence, les fils étaient pris dans l'entreprise familiale pour mener les affaires. Arrière-petit-fils de Savva Vassilievitch Morozov, le fondateur de la dynastie, Ivan Vikoulovitch garda toute sa vie des liens étroits avec son frère cadet Elisseï qui habitait chez lui et resta célibataire et qui était extrêmement pieux. Il avait quatre frères (Alexeï, Fiodor, Sergueï qui épousa Zinaïda Zimina et Elisseï, le cadet) et cinq sœurs (Véra qui épousa le fameux fabricant de meubles Schmidt, Lioudmila, Evguenia, Ekaterina et Evdokia). Il fut diplômé de la faculté de Droit de l'Université impériale de Moscou. Il fut élu membre de la Société de bourse de Moscou, de fait dirigeant les affaires de la classe des marchands de Moscou.
Après la mort de son père et son mariage, Il acheta un hôtel particulier ruelle Leontievski, où son épouse tenait un salon et donnait des réception. Ses appartements privés se trouvaient à l'étage et n'étaient pas accessibles aux non familiers. L'hôtel particulier possédait un jardin d'hiver et une salle de billard et le bureau du propriétaire abritait une belle collection de statuettes de chevaux, la principale de ses passions. 
Alors que son frère aîné, Alexeï Morozov, s'éloigna à partir de 1900 des affaires familiales pour se consacrer à ses collections (dont une collection remarquable de porcelaines), tout en demeurant actionnaire de l'entreprise, Ivan Vikoulovitch se consacra pleinement aux affaires familiales. En 1914, le capital de la manufacture de Nikolskoïe « Vikoula Morozov & Cie » représentait la somme colossale de dix millions de roubles. Le coton était acheté dans le monde entier, d'Amérique jusqu'en Perse, d'Égypte jusqu'en Asie centrale. Les entrepôts des Morozov se situaient à Moscou, à Saint-Pétersbourg, kharkov, Odessa, Omsk, Nijni Novgorod et Tachkent. Leurs produits étaient de haute qualité et la fabrique remporta le grand-prix de l'Exposition universelle de Paris, ainsi que des médailles dans d'autres expositions internationales. 
Le comptoir principal de cette branche des Morozov se trouvait dans le quartier de Kitaï Gorod, mais Ivan Vikoulovitch travaillait surtout à Orekhovo (ses usines y faisaient travailler 10 500 ouvriers) et à Savino (2 000 ouvriers). La gare de Koursk fut inaugurée en 1896, reliant Moscou aux usines des Morozov et à sa propriété dans les environs de Moscou. Ivan Morozov était plutôt réservé de caractère, à l'emploi du temps bien réglé et observait toujours le même menu au déjeuner. Il ne vivait pas dans un luxe particulier comme certains de ses cousins et ne sortait pas ordinairement. Sa passion était les chevaux, qu'il partageait avec son neveu Boris Fiodorovitch, et il élevait des trotteurs pour lesquels il consacrait tout son temps libre. Il avait de grands projets, notamment le croisement des chevaux Oriol avec des chevaux américains dans son grand domaine d'Islavskoïe, projets qui se poursuivirent par les soviétiques après la Révolution. 
La révolution d'Octobre le ruina complètement comme tous les autres. Ses biens furent confisqués et l'ambassade d'Allemagne s'installa dans son hôtel particulier. On lui laissa au début deux chambres dans les communs, mais il fut ensuite expulsé. Il mourut à l'âge de soixante neuf ans et fut enterré au cimetière de la Transfiguration de Moscou.

### Famille
Ivan Vikoulovitch épousa en 1895 l'ancienne ballerine du Théâtre Bolchoï, Varvara Alexandrovna Voronova, dix-huit mois après la mort de son père, mariage qu'il n'aurait certainement pas permis de son vivant. Il se convertit d'ailleurs à l'orthodoxie officielle pendant ses fiançailles. Quatre enfants baptisés dans l'Église orthodoxe naquirent de cette union: Fiodor (fusillé par les bolchéviques en 1920), Olga (déportée, puis se maria et vécut à Moscou jusqu'à l'âge de 95 ans), Kirill (futur ingénieur d'un laboratoire de recherche) et Véra (émigra en Estonie). Son épouse fut arrêtée pendant les Grandes Purges staliniennes et déportée ; elle mourut en 1937 à Maloïaroslavets.

## Actions de bienfaisance et œuvres sociales
Comme la plupart des membres de sa famille, Morozov s'occupa de la condition des pauvres, fit construire une école et une clinique, organisa même une équipe de football et fit construire un stade (le club de sport d'Orekhovo, aujourd'hui le stade Drapeau du travail) pour cela. Il fit construire aussi des temples de prière pour les vieux-croyants de sa branche, après que ceux-ci eurent retrouvé leurs droits en 1905 et que cessa la persécution à leur égard.
L'église de la Résurrection-et-de-l'Intercession (bénie le 8 juin 1908) qu'il fit construire par Ilia Bondarenko fut sans doute son œuvre de bienfaisance la plus importante. la famille Zimine fut également associée au projet. On trouve deux églises dans cet édifice de la branche des vieux-croyants pomores. Fermée à l'époque soviétique en 1930, elle a été rendue au culte après la chute de l'URSS.
Ivan et son frère Alexeï firent aussi construire la clinique Morozov de Moscou (aujourd'hui clinique de pédiatrie Morozov).

## Source de la traduction
- (ru) Cet article est partiellement ou en totalité issu de l’article de Wikipédia en russe intitulé « Морозов, Иван Викулович » (voir la liste des auteurs).